# Droogenbroeck
Droogenbroeck is een gehucht onder de gemeente Sint-Martens-Bodegem in West-Brabant. Het toponiem wordt reeds vermeld omstreeks 1250 (droghebroec). Het daar gevestigde Hof te Droogenbroeck heeft aanleiding gegeven tot het ontstaan van het antroponiem. 

De kinderen van een zekere Jan de Drossate (cit. 1296) beginnen zich vanaf omstreeks 1300 naar dit hof "van Droogenbroeck" (Lat. de Sicca Palude) te noemen.

## Bijzondere naamdragers

### 15e eeuw
- Jan van Droogenbroeck, zoon van Egidius; meier van Asse 1420-1423.
- Jan van Droogenbroeck, vermoedelijk broer van Egidius, monnik in de abdij van Affligem, kapelaan te Leuven, aanwezig bij de grondlegging van de Leuvense universiteit (1425).
- Dierik van Droogenbroeck (overleden 1456), zoon van Egidius; rentmeester van Overzenne 1419-1421; luitenant-amman van Brussel 1421-1422.
- Petrus van Droogenbroeck, zoon van Egidius; meier van Asse 1423-1430, deken van de goudsmeden te Brussel, muntmeester van hertog Jan IV van Brabant en juwelier van hertogin Jacoba van Beieren.

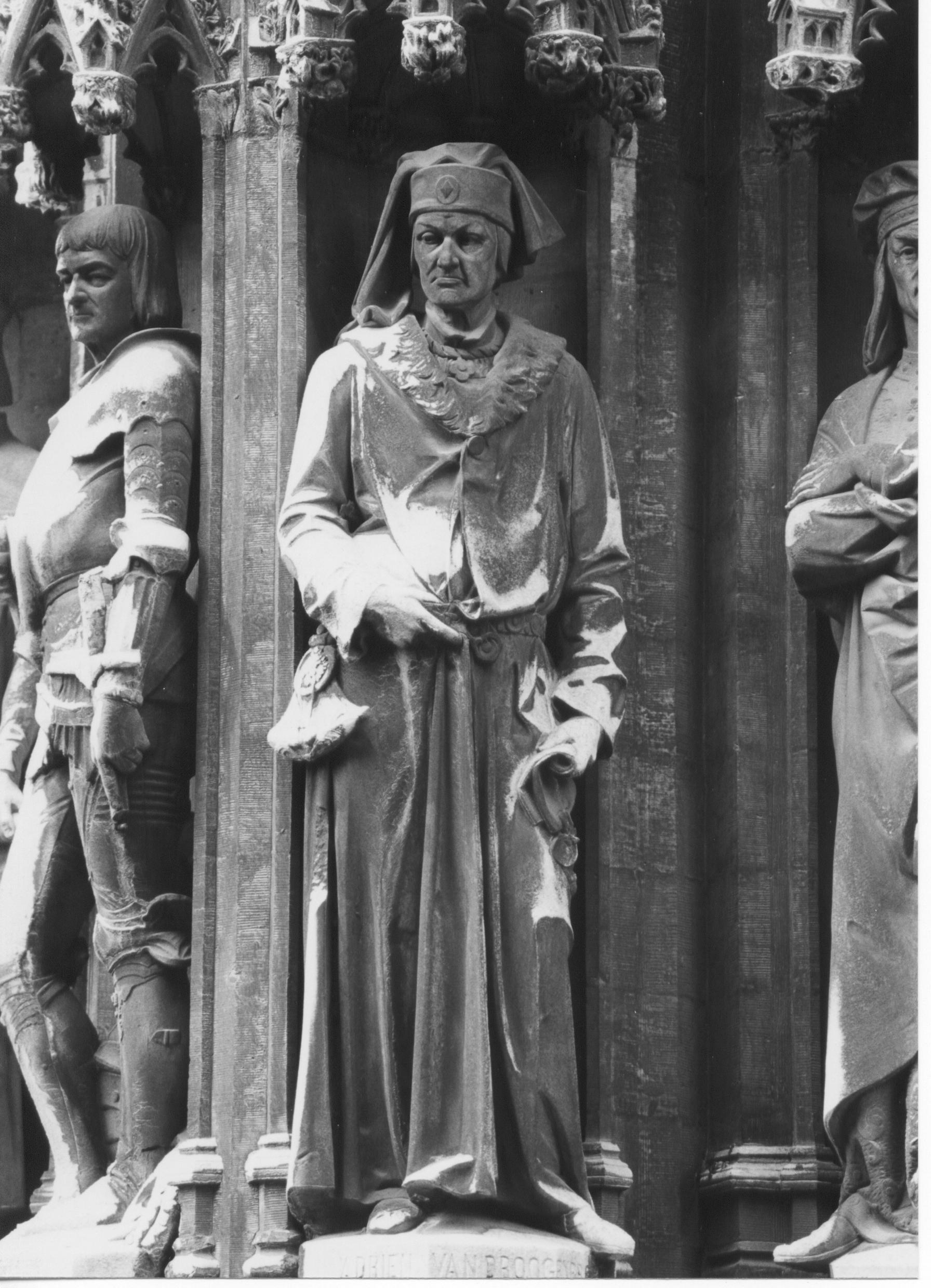
Adriaan van Droogenbroeck, burgemeester van Brussel in 1492.
Stadhuis
van Brussel

- Jacob van Droogenbroeck, zoon van Jan (die zoon was van Egidius); meier van Asse 1437-1455; luitenant-amman van Brussel 1455-1461.Adriaan van Droogenbroeck, burgemeester van Brussel in 1492. 
 Stadhuis 
van Brussel
- Adriaan van Droogenbroeck, zoon van Jacob; meier van Asse 1468-1474, 1477-1487 en 1493-1501; schepen te Brussel 1490 (geslacht Roodenbeeckx); burgemeester van Brussel in 1492.

### 19e eeuw
- Jan Van Droogenbroeck (1835-1902), Belgisch dichter en prozaschrijver. Pseudoniem: Jan Ferguut.